# Yamao Mitsunori
Mitsunori Yamao (sinh ngày 13 tháng 4 năm 1973) là một cầu thủ bóng đá người Nhật Bản.

## Sự nghiệp câu lạc bộ
Mitsunori Yamao đã từng chơi cho Nagoya Grampus Eight, Ventforet Kofu, FC Tokyo, Cerezo Osaka và Yokohama FC.